# Xia Xinyi
Xia Xinyi (hanzi: 夏欣怡; Ürümqi, 14 januari 1997) is een Chinees beachvolleyballer. Ze werd viermaal Aziatisch kampioen en won driemaal de gouden medaille bij de Aziatische Spelen. Xia nam twee keer deel aan de Olympische Spelen.

## Carrière

### 2013 tot en met 2018
Xia debuteerde in oktober 2013 op zestienjarige leeftijd met Xue Chen in Xiamen de FIVB World Tour, nadat ze eerder dat jaar in totaal aan vier toernooien in de Chinese competitie had meegedaan met Wang Jie en Ma Zhenni. Xia en Xue wonnen in november en december vervolgens de internationale toernooien van Phuket en Durban. Het jaar daarop was het duo actief op acht FIVB-toernooien waarbij twee derde (Fuzhou en Puerto Vallarta) en twee vijfde plaatsen (Anapa en Moskou) werden behaald. Bij de Aziatische kampioenschappen in Jinjiang wonnen ze bovendien de bronzen medaille ten koste het Japanse duo Sayaka Mizoe en Takemi Nishibori. Halverwege het seizoen wisselde Xia van partner naar Ma Yuanyuan met wie ze bij de Aziatische Spelen in Incheon goud won tegen Tanarattha Udomchavee en Varapatsorn Radarong uit Thailand. In de World Tour speelden ze dat jaar verder nog vijf wedstrijden met een negende plaats in Xiamen als beste resultaat. In 2015 kwam het duo bij acht toernooien op mondiaal niveau niet verder dan drie negende plaatsen (Rio de Janeiro, Sotsji en Xiamen). Bij de AK in Hongkong eindigden ze als vierde nadat ze de troostfinale verloren hadden van het Australische duo Mariafe Artacho en Nicole Laird. Daarnaast speelde Xia een internationale wedstrijd met Xue en was ze in de binnenlandse competitie op twee toernooien actief met Ma Zhenni.
Het daaropvolgende seizoen vormde Xia opnieuw een team met Xue. Ze wonnen in Sydney de Aziatische titel ten koste van Artacho en Laird en deden mee aan acht FIVB-toernooien met een tweede plaats in Cincinnati als beste prestatie. In het 2017 was Xia met Wen Shuhui voornamelijk actief in de Chinese competitie en werd ze bij de World Tour-toernooien van Jiangning en Nantong respectievelijk tweede en eerste. Met Wang Yuanyuan deed ze verder mee aan het internationale toernooi van Xiamen. In het najaar partnerde ze met Wang Fan met wie ze gedurende het seizoen 2017/18 in de World Tour uitkwam. Ze namen deel aan dertien toernooien en behaalden daarbij drie tweede (Sydney, Luzern en Nanjing), een vierde (Qinzhou) en twee vijfde plaatsen (Espinho en Haiyang). Daarnaast prolongeerde Xia met Wang Fan haar titel bij de Aziatische Spelen in Palembang tegen de Japansen Miki Ishii en Megumi Murakami. Na afloop vormde Xia kortstondig een team met Wang Xinxin met wie ze eerder dat jaar al vijfde was geworden bij het FIVB-toernooi van Nantong. De twee deden mee aan vier mondiale toernooien en werden vierde bij de AK in Satun achter Ishii en Murakami.

### 2019 tot en met 2025
Van 2019 tot en met 2022 beachvolleybalde Xia opnieuw met Wang Fan. Het duo eindigde dat eerste jaar als tweede bij de AK in Maoming achter Mariafe Artacho en Taliqua Clancy uit Australië. In de World Tour namen ze deel aan tien reguliere toernooien met onder meer een vierde plaats in Sydney en vier negende plaatsen als resultaat. Bij de wereldkampioenschappen in Hamburg werden Xia en Wang in de zestiende finale uitgeschakeld door de latere kampioenen Sarah Pavan en Melissa Humana-Paredes. Ze sloten het seizoen af met een vijfde plaats bij de World Tour Finals in Rome. Na afloop eindigden ze als zevende bij het olympisch kwalificatietoernooi in Haiyang, als vijfde in Qinzhou en als tweede in Chetumal. Daarnaast wonnen ze de gouden medaille bij de Militaire Wereldspelen in Wuhan door het Braziliaanse duo Talita Antunes da Rocha en Taiana Lima in de finale te verslaan. Het jaar daarop werd Xia met Wang in Udon Thani voor de tweede keer Aziatisch kampioen door de finale van landgenoten Wang Jingzhe en Wen Shuhui te winnen. In 2021 deed het duo mee aan de drie FIVB-toernooien in Cancun met een vijfde plaats bij het tweede event als beste resultaat. Bij de Olympische Spelen in Tokio wonnen Xia en Wang alle drie hun groepswedstrijden zodat ze als groepswinnaar door gingen naar de achtste finales; daar werden ze uitgeschakeld door de Braziliaansen Ana Patrícia Silva Ramos en Rebecca Silva waardoor ze als negende eindigden.
Het jaar daarop deed het duo mee aan de WK in Rome waar ze in de zestiende finale werden uitgeschakeld door de Brazilianen Carol Solberg en Bárbara Seixas. In de Beach Pro Tour – de opvolger van de World Tour – speelde Xia dat seizoen samen met Lin Meimei. Ze namen deel aan negen toernooien. In de zomer eindigden ze bij drie Future-toernooien op het podium: eerste in Leuven, tweede in Boedapest en derde in Ljubljana. In het najaar behaalden ze zilver bij het Challenge-toernooi in Dubai en brons bij het Challenge-toernooi in Torquay. Bij het Elite16-toernooi van Torquay eindigden ze als vijfde. Bij de AK in Roi Et wonnen ze een bronzen medaille. In 2023 vormde Xia opnieuw een team met Xue. Het duo deed mee aan negen toernooien in de mondiale competitie en boekte de overwinning in Itapema. Bij de Elite16-toernooien van Montreal en João Pessoa wonnen ze een bronzen medaille en in Espinho eindigden ze als vierde. Bij de WK in Tlaxcala verloren ze in de achtste finale van de titelverdedigers Ana Patrícia en Duda Lisboa. In eigen land werden ze Aziatisch kampioen en wonnen ze de gouden medaille bij Aziatische Spelen ten koste van Sayaka Mizoe en Miki Ishii uit Japan.
Het seizoen daarop namen Xia en Xue deel aan acht toernooien in de mondiale competitie. Ze behaalden de toernooizeges in Saquarema en Stare Jabłonki en bereikten de kwartfinales in Brasilia en Espinho. In Parijs deed het duo mee aan de Olympische Spelen, waar ze in de achtste finale werden uitgeschakeld door het Zwitserse tweetal Esmée Böbner en Zoé Vergé-Dépré. In november werd Xia met Wang Jingzhe in Santa Rosa Aziatische kampioen en eindigde ze als vijfde bij het Challenge-toernooi van Haikou. Met Xue sloot ze het jaar af met een vierde plaats bij de Beach Pro Tour Finals in Doha. In 2025 vormt Xia een vast team met Wang Jingzhe.

## Palmares
Kampioenschappen
- 2014:  AK
- 2014:  Aziatische Spelen
- 2016:  AK
- 2018:  Aziatische Spelen
- 2019:  AK
- 2019:  Militaire Wereldspelen
- 2020:  AK
- 2021: 9e OS
- 2022:  AK
- 2023:  AK
- 2023: 9e WK
- 2023:  Aziatische Spelen
- 2024: 9e OS
- 2024:  AK

FIVB World Tour
- 2013:  Phuket Open
- 2013:  Durban Open
- 2014:  Fuzhou Open
- 2014:  Puerto Vallarta Open
- 2016:  Cincinnati Open
- 2017:  2* Jiangning
- 2017:  2* Nantong
- 2017:  2* Sydney
- 2018:  3* Luzern
- 2018:  2* Nanjing
- 2019:  4* Chetumal

Beach Pro Tour
- 2022:  Leuven Future
- 2022:  Ljubljana Future
- 2022:  Boedapest Future
- 2022:  Dubai Challenge
- 2022:  Torquay Challenge
- 2023:  Itapema Challenge
- 2023:  Elite16 Montreal
- 2023:  Elite16 João Pessoa
- 2024:  Saquarema Challenge
- 2024:  Stare Jabłonki Challenge